# Enough (Miami)
Enough (Miami) è un singolo della rapper statunitense Cardi B, pubblicato il 15 marzo 2024.
È stato candidato per il Grammy Award alla miglior interpretazione rap del 2025 e riconosciuto con l'ASCAP Rhythm & Soul Award.

## Video musicale
Il video, diretto da Patience Harding, è stato reso disponibile in concomitanza con l'uscita del brano attraverso il canale YouTube della rapper.

## Tracce
Testi e musiche di Belcalis Almánzar, James D. Steed, Joshua Parker e Terence Williams.
Download digitale, streaming
1. Enough (Miami) – 2:38

Download digitale, streaming – Acapella
1. Enough (Miami) (Acapella) – 2:38

Download digitale, streaming – Instrumental
1. Enough (Miami) (Instrumental) – 2:38

Download digitale, streaming – Slowed Down
1. Enough (Miami) (Slowed Down) – 2:57

Download digitale, streaming – Sped Up
1. Enough (Miami) (Sped Up) – 2:18

Download digitale, streaming – Bronx Drill Mix
1. Enough (Miami) (Bronx Drill Mix) – 2:22

Download digitale, streaming – Bronx Drill Mix Instrumental
1. Enough (Miami) (Bronx Drill Mix) (Instrumental) – 2:22

## Formazione
- Cardi B – voce
- DJ SwanQo – produzione
- OG Parker – produzione
- Romano – produzione
- Evan LaRay – ingegneria del suono, registrazione
- Colin Leonard – mastering
- Eddie "EMix" Hernández – missaggio

## Successo commerciale
Enough (Miami) ha segnato il ritorno dell'artista all'interno della top ten della Hot 100 di Billboard, nonché la sua dodicesima entrata tra le prime dieci posizioni; è stato il suo primo ingresso da solista ad aver raggiunto tale regione della classifica da Up, che esordì sul podio nella pubblicazione del 20 febbraio 2021 e che successivamente contribuì a estendere il primato di più titoli al numero uno (5) in qualità di rapper donna, a lei appartenente.
Nel corso della sua prima settimana di disponibilità Enough (Miami) ha registrato sul suolo statunitense, secondo il consumo di musica rilevato da Luminate Data, un'audience radiofonica pari a 8,8 milioni di ascoltatori, 14,4 milioni di riproduzioni in streaming e 37 000 copie digitali vendute, diventando quindi la settima numero uno di Cardi B nella Digital Songs.

## Classifiche
| Classifica (2024) | Posizione massima |
| ----------------- | ----------------- |
| Canada            | 75                |
| Regno Unito       | 85                |
| Stati Uniti       | 9                 |

## Date di pubblicazione
| Paese                 | Data           | Formato                      | Versione                     | Etichetta | Nota   |
| --------------------- | -------------- | ---------------------------- | ---------------------------- | --------- | ------ |
| Mondo                 | 15 marzo 2024  | Download digitale, streaming | Originale                    | Atlantic  | [ 10 ] |
| Mondo                 | 15 marzo 2024  | Download digitale, streaming | Acapella                     | Atlantic  | [ 11 ] |
| Mondo                 | 15 marzo 2024  | Download digitale, streaming | Instrumental                 | Atlantic  | [ 12 ] |
| Mondo                 | 15 marzo 2024  | Download digitale, streaming | Slowed Down                  | Atlantic  | [ 13 ] |
| Mondo                 | 15 marzo 2024  | Download digitale, streaming | Sped Up                      | Atlantic  | [ 14 ] |
| Mondo                 | 15 marzo 2024  | Download digitale, streaming | Bronx Drill Mix              | Atlantic  | [ 15 ] |
| Mondo                 | 15 marzo 2024  | Download digitale, streaming | Bronx Drill Mix Instrumental | Atlantic  | [ 16 ] |
| Stati Uniti d'America | 22 marzo 2024  | CD                           | Originale                    | Atlantic  | [ 17 ] |
| Stati Uniti d'America | 26 luglio 2024 | 7"                           | Originale                    | Atlantic  | [ 18 ] |